# Mapochia nimulensis
Mapochia nimulensis är en insektsart som beskrevs av Rauno E. Linnavuori 1979. Mapochia nimulensis ingår i släktet Mapochia och familjen dvärgstritar. Inga underarter finns listade i Catalogue of Life.